# でんぢゃらすじーさんと1000人のお友だち邪
「でんぢゃらすじーさんと1000人のお友だち邪」（でんぢゃらすじーさんとせんにんのおともだちじゃ）は、2012年11月22日にバンダイナムコゲームス（バンダイレーベル）から発売されたニンテンドー3DS専用ソフト。

## 概要
『月刊コロコロコミック』にて連載されている漫画作品『絶体絶命でんぢゃらすじーさん』のゲーム化作品。同作品のゲーム作品は2006年の『でんぢゃらすセンセーション』以来6年ぶりであり、『でんぢゃらすじーさん邪』にタイトルリニューアル後初のゲーム化でもある。発売・販売元が前作までのキッズステーションからバンダイナムコゲームスとなっている。
じーさんのお友だち軍団が1000人以上登場し、彼らをコレクションして町を復興させるのがこのゲームの目的で、集めたお友だちを使うことにより、そのままでは進めないところを進んだり、戦闘を有利に進めることができる。

## あらすじ
ある日、町でじーさんがよい行いをしているといううわさが立っていた。しかし、じーさんには心当たりはなく、孫はその噂を怪しく思う。そんな中、キケンが何よりも嫌いな科学者マモール教授が姿を現す。彼が作ったじーさんにそっくりな謎のロボット・せーふてぃGさんの暴走によって、じーさんと固い友情で結ばれている「お友だち軍団」が、突然、ハガキに戻ってしまい、さらに町が荒野になってしまう。町を復活させるため、そしてお友だち軍団と世界を救うため、じーさんの冒険が始まる。

## システム
町
じーさん達の住む町。せーふてぃGさんによってお友だちをハガキにされ、施設も破壊され辺り一面野原になってしまうが、ステージでお友だちを集めることで復興していく。
「!」マーク付きのフキダシが出た住人に話しかけるとミッションが発生し、特定の物の建設を依頼され、特定のお友だちを集めて建設すると新たなステージやミニゲームが解放される。
じーさんの家
町の中心部にあるじーさんと孫の家。OPでせーふてぃGさんにシャワー以外を跡形もなく壊されてしまう。ここからステージ選択画面に行けたり、お友だちメニューを見たり、他のプレイヤーから持っていないお友だちを入手できるすれちがい通信の設定をしたりひみつコマンドを入力することで隠しキャラを入手することもできる。クリア後、ある依頼をこなすことで家を立て直せる。

お友だち軍団
その名の通り、じーさんのお友だち。タイトル通り1000人(VIP含めると1025人)おり、その多くは本作のために読者のハガキから採用されたもの。せーふてぃGさんによって元のハガキに戻されたため、各ステージに散りばめられたハガキを取ることでお友だちに戻すことができ、町が少しずつ賑やかになっていく。ステージ上ではじーさんの周囲を漂い、じーさんと共に戦ってくれるが、ダメージを数回受けると昇天し、すぐに3DS本体をゆすって元に戻さないとステージ終了時まで離脱してしまう。
本作のじーさんの戦闘能力は一人では一回ダメージを受けただけでミスになる程弱いが、お友だちを連れることで敵と対等に割り合うことができる。また、お友だちの組み合わせでじーさんとチームの能力が変動し、これは町の「お友だちマンション」で自由にカスタムできる。
お友だちアクション
ステージ内でお友だちに指示を出すアクション。
あつまるんじゃっ
お友だちをじーさんの周囲に集める。特定の場所でやると、お友だちがジャンプ台や橋になる。
とつげきじゃっ
お友だちをじーさんの向いている方向に一斉に突撃させる。
うつんじゃっ
お友だちがじーさんの向いている方向に次々と弾を発射する。当たると敵が怯む。
まもるんじゃっ
お友だちがじーさんにバリアを作り、攻撃から身を守る。

## アイテム
しり
お尻。じーさんの体力を少し回復する。
お友だちハガキ
せーふてぃGさんによってハガキに戻されたお友だち軍団。入手してステージを終了させると元のお友だちに戻る。
トップルちゃん人形
10,000,000,000個集めるとミニゲームがプレイできる。一見すると途方もない数だが、1回取ると1,000,000,000個入手できるため、実質10回取ればミニゲームを1回プレイできる。

## ミニゲーム
アイツをさがせ!
トップルちゃん人形をステージ内で10回取り、クリアすると遊べる。指定されたお友だちを3回探す。クリアすると探したお友だちのレベルが上がる。
登りすぎたじーさんじゃっっ!!
ロケットに乗って空の上を目指すはずが爆発し、死んだじーさんを3DS本体を傾けて操作する。尻型の雲に触れると上昇気流で一時的にスピードが上がるが、天使に触れるとスピードが下がってしまう。しかし回数制限ありの「まもるんじゃっ」を使うことで一時的に天使を吹き飛ばせる。途中にしりやハガキがある。
お友だちシューティングじゃっっ!
特定の物を建てるとプレイできる。3DS本体を傾けて画面を操作し、迫り来るお友だちに弾を発射して倒す。連続で飛んでくるお友だちを全員倒すとボーナス得点がもらえるが、お友だちの攻撃を受けてライフが0になるとゲームオーバーになるため、シリを撃ってライフを回復する必要がある。
オーバードライブナチュラルラピッド(略してオナラ)
下画面をタッチ操作してじーさんにイモを食べさせ、左から右にまっすぐタッチペンをスライドすることでオナラ砲を発射し、多くのお友だちを吹き飛ばす。一度プレイするとじーさんがステージで「おなら砲」を使用可能になる。

## ステージ
始まりはいつもでんぢゃらすじゃっっ!!
操作方法を学ぶチュートリアルステージ。
お友だちで大暴れじゃっっ!!
様々なお友だちアクションを駆使するステージ。
ワシをまもるんじゃっっ!!
当たると即死する戦車が突っ込んでくるため、「まもるんじゃっ」を使う必要がある。
ぶっとび山登りじゃっっ!!
山を登るステージ。
サンチョーをめざすのじゃっっ!!
雪山を登るステージ。当たれば即死の雪ウサギが突っ込んでくる。
下水はゴミでいっぱいなのじゃっっ!!
下水道のステージ。「うつんじゃっ」で邪魔なゴミ袋を壊しながら進む。
ジジイとちくわの川流れじゃっっ!!
川を流れるちくわの上を渡るステージ。一口サイズや長いちくわ、ちくわぶも流れている。
船はトイレパラダイスなのじゃっっ!!
難破船の中を進む。トイレに特定の物を投げ入れて扉を開ける箇所も存在する。
守るも攻めるも せーふてぃ地獄じゃっっ!!
じーさんの家の隣にあるマモール教授の研究所で、せーふてぃGさんとの決戦の場。これまでのステージの仕掛けが存在する。チュートリアル終了後、すぐに行けるが、特定のお友だちを集めていないと先に進むことはできない。
あのステージじゃっっ!!
隠しステージその1。至る所に「あ」がつく物だらけの「あ空間」。本作のアイテム、敵キャラの名前、解説文が紹介される。
いいステージじゃっっ!!
隠しステージその2。「い」がつく物だらけの「い空間」。基本的にはあのステージじゃっっ!!と同じ。
ご近所一周フルマラソンじゃっっ!!
最後の隠しステージ。これまでの全てのステージを進み、奥には真のボスが待ち構える。孫からは「使いまわし」「予算不足か」とツッコまれる。

## 登場キャラクター
じーさん（声優：中村大樹）
主人公。世の中の危険から助かる方法を教えている。今回はお友だち軍団を救ったり、町を元に戻すために活躍する。
孫（声優：恒松あゆみ）
じーさんの孫。突っ込み役。町では様々なアドバイスをくれる。
校長（声優：千葉繁）
じーさんのライバル。トイレがなくなってしまったため、漏れそうになる。ゲーム最初のチュートリアルでは彼と戦うことになる。タイトルでじーさんに崖から突き落とされたり、用も無いのに呼ばれたりと散々な扱い。
ゲベ（声優：太田哲治）
じーさんのペット。
コウテイ
校長のペット。

### 敵キャラクター
マモール教授（声優：関山美沙紀）
キケンが何よりも嫌いな幼い外見の科学者。そのため、毎日危険なことをするじーさんと対立している。「にゅっふっふ」と笑い語尾に「～だぞ」とつける。ガードロボットの「せーふてぃGさん」を作るが、暴走したGさんにお友だちボックスの中へ閉じ込められてしまう。数年前、じーさんにそっくりな祖父がいたが、ハイキング中バナナの皮で足を滑らせ崖から転落死したことを機に危険な物を無くすガードロボットとしてせーふてぃGさんを開発し、今に至る。
せーふてぃGさん（声優：中村大樹）
じーさんそっくりのロボット。常に敬語で話す。この世から危険な物を無くすためにマモール教授に作られたが暴走し、あらゆる物を危険から守るという理由で教授をお友だちボックスに、じーさんのお友だちをハガキに閉じ込めた。本作のラスボス。
おっ3
真の最終ステージの奥で待つボス。頭だけのおっさんで、「おっおっおっ」と笑い、語尾にも「お」をつける。当初は孫から突っ込まれるほど場違いな姿で、宇宙をさまよい星々の生命エネルギーが無くなるまで喰らい尽くす「プラネットイーター」だと思われていたが開発スタッフに没にされ、プラネットイーターはハリボテでの登場かつおっ3がボスに選ばれた。バトル開始時にステージの奥に逃げるが攻撃は一切せず、ハリボテを倒すだけで勝利できる。
ヤンキー
原作からの登場。チューインガムを吐く。
パンチング Pちゃん
マモール教授が開発した量産型ガードロボ。頭にパトランプが付いており、下半身は車輪になっている。武器は警棒とグローブを着けた舌。
ビッグPちゃん
パンチングPちゃんの巨大版。
ディフェンシブ Dやん
トゲを付けた機動隊の盾を持つパンチングPちゃん。前方からの突撃が効かず、盾のトゲが危ないと各所で大不評。
ビッグDやん
でぃふぇんしぶDやんの巨大版。
小太り Kタロー
パンチングPちゃんの頭に手足を付けた姿。ジャンプして踏みつぶそうとする。
足水虫
間の抜けた頭に八本の足が生えたキャラクター。爆発物を投下してくる。
花水虫
太陽の姿をしたキャラクター。町が爆発した際、その辺に生えていた花とスプリンクラーがなし崩し的に合体した。近づくと一直線上に鼻水を噴射し、花びらを回転させている時は直接攻撃が効かない。途中で消えてしまう個体もいる。
ビッグ花水虫
大きな花水虫。
マルちゃん
本名お友だちボックス。赤いポストのような姿をしており、攻撃するとハガキを排出する。どれだけ蹴られても決して怒らないほど丸い性格。本来はせーふてぃGさんにしか壊せないが、せーふてぃGさんのモデルとなったじーさんでも壊せる。
カクさん
緑色のマルちゃん。じーさんに蹴られると怒り、両腕を振り下ろして衝撃波を放つ。性格は角ばっているというよりトゲトゲしている。
スケさん
透明だが、影や目は隠れていない。攻撃するとカクさん同様の攻撃をしてくる。全部で5色いる。